# Coronophorales
Die Coronophorales sind eine Ordnung der Schlauchpilze. Der Großteil der Arten sind Holzbewohner. Die Fruchtkörper dringen an die oder entstehen an der Oberfläche. Beim Trocknen fallen die Fruchtkörper häufig zusammen. Viele Arten besitzen in den Zellwänden der Fruchtkörper Munk-Poren: kleine Poren, die jede von einem Ring oder einer Verdickung umgeben ist. Ferner besitzen sie Quellkörper, eine gallertartige Masse von Zellen im apikalen Bereich der Fruchtkörper. Möglicherweise haben sie eine Funktion beim Öffnen der Fruchtkörper. Während Munk-Poren auch (selten) außerhalb der Ordnung auftreten, sind die Quellkörper auf die Coronophorales beschränkt. Fädige Paraphysen fehlen. Bei den meisten Arten sind die Asci dünnwandig und besitzen keinen apikalen Ring. Die Ascosporen sind durchscheinend (hyalin), klein und allantoid (würstchenförmig). Anamorphe sind, sofern bekannt, Hyphomyceten.

## Systematik
Zur Ordnung werden folgende Familien gezählt (mit ausgewählten Gattungen und Arten):
- Bertiaceae mit einziger Gattung
  - Bertia
- Ceratostomataceae[2]  mit einziger Gattung
  - Melanospora
- Chaetosphaerellaceae mit zwei Gattungen
  - Chaetosphaerella
  - Crassochaeta
- Nitschkiaceae mit 14 Gattungen
  - Acanthonitschkea
  - Nitschkia
- Scortechiniaceae mit drei Gattungen

## Belege